# ザ・スモーク
ザ・スモーク（The Smoke）は、ヨーク出身のイギリスのサイケデリック・ポップ・グループ。メンバーは、ミック・ロウリー（リード・ボーカル）、マル・ルカー（リード・ギター）、ジョン・"ジーク"・ルンド（ベース）、ジェフ・ギル（ドラム、コンポジター）。
バンドは「ザ・ムーンショッツ（The Moonshots）」という名前でヨークシャーを中心に活動していたが、ロンドンに移ったときに「ザ・ショッツ（The Shots）」に改名した。もともとR&Bなどのカバーを演奏するバンドが2つあり、そのひとつがトニー・アダムス・アンド・ザ・ヴァイスロイズというバンドで、ベースがジョン・"ジーク"・ルンド、リード・ギターがマル・ルカー、ドラムがジェフ・ギルだった。もう1つのバンドが、リード・ボーカルにミック・ロウリー、リズム・ギターにフィル・ピーコック（Philip Peacock、1946年6月7日、ノーサンブリア州ニューカッスル生まれ）を迎えたザ・ムーンショッツ。その後、これらのバンドが集まる形でザ・ショッツとなり、コロムビアからシングル「Keep A Hold Of What You've Got」を出したが失敗。ある時点でピーコックがバンドを脱退し、その後、「ザ・スモーク」に改名した。
ザ・スモーク最大のヒットは「My Friend Jack」（ドイツチャート2位、全英シングルチャート45位）である、BBCは薬物に言及した歌詞を理由に、この曲の放送を禁止した。このバンド名でリリースされた後のシングルには、ルンド、ルーカー、ギルのトリオのバリエーションが多く、セッション・ミュージシャンと一緒に演奏してサウンドを補強していた。そしてそのいずれもが売れなかった。
ギタリストのルンドは後にボニーMのサウンド・エンジニアとなり、「My Friend Jack」のカバー・ヴァージョンを録音した
スモークの「Girl in the Park」をカバーしたニルヴァーナ UKによるデモ録音は、1994年のデモ曲集アルバム『Secret Theatre』の冒頭を飾っている。

## ディスコグラフィ

### スタジオ・アルバム
- 『イッツ・スモーク・タイム』 - It's Smoke Time (1967年、Metronome)

### コンピレーション・アルバム
- My Friend Jack Eats Sugar Lumps: An Anthology (2015年、Morgan Blue Town)

### シングル
ザ・ショッツ名義
- "Keep A Hold Of What You've Got" / "She's A Liar" (1965年)
- "There She Goes" / "Walk Right Out The Door" (1965年)

ザ・スモーク名義
- "My Friend Jack" / "We Can Take It" (1967年)
- "High In A Room" / "If The Weather's Sunny" (1967年)
- "If The Weather's Sunny" / "I Would If I Could, But I Can't" (1967年)
- "Victor Henry's Cool Book" / "Have Some More Tea" (1967年)
- "It Could Be Wonderful" / "Have Some More Tea" (1967年)
- "Utterly Simple" / "Sydney Gill" (1968年)
- "Sydney Gill" / "It Could Be Wonderful" (1968年)
- "Ride, Ride, Ride" / "Guy Fawkes" (1971年)
- "Sugar Man" / "That's What I Want" (1972年)
- "Jack is Back" / "That's What I Want" (1972年)
- "Shagalagalu" / "Gimme Good Loving" (1974年)
- "My Lullaby" / "Looking High" (1974年)
- "My Friend Jack" (1976 version) / "Lady" (1976年)